# Trichomasthus eximius
Trichomasthus eximius är en stekelart som beskrevs av Sharkov 1989. Trichomasthus eximius ingår i släktet Trichomasthus och familjen sköldlussteklar. Inga underarter finns listade i Catalogue of Life.